# Saint-Léonard (Zwitserland)
Saint-Léonard is een gemeente en plaats in het Zwitserse kanton Wallis, en maakt deel uit van het district Sierre. Saint-Léonard telt 2.213 inwoners.

## Ondergronds meer
Het hier in 1943 ontdekte ondergrondse meer, met een lengte van 300 meter en breedte van 20 meter, is de grootste van Europa.

## Geboren
- Henri Schwery (1932-2021), kardinaal
- Edouard Delalay (1936-), politicus